# Class-D-Verstärker
Ein Klasse-D-Verstärker, auch Class-D-Verstärker, schaltender Verstärker, Digitalendstufe oder Digitalverstärker genannt, ist ein Audioverstärker, der vor allem als Leistungsverstärker (Endstufe) verwendet wird. Kennzeichnend ist, dass ein analoges oder auch digitales Audiosignal beispielsweise durch Pulsdauermodulation (PDM) in eine Folge von Pulsen umgesetzt wird. Dadurch kann die Endstufe im Schaltbetrieb arbeiten, wodurch deren Transistoren entweder maximal leitend oder maximal isolierend sind und somit nur zwei Zustände kennen. Diese beiden Arbeitsbereiche weisen, im Gegensatz zu den in konventionellen Class-A, -B oder -AB-Verstärkern benutzten Zwischenzuständen des linearen Betriebs, nur wenig Verlustleistung auf. Mit dem so erzeugten Signal wird das Audiosignal vollständig beschrieben. Durch ein Rekonstruktionsfilter (Tiefpass) hinter der Leistungsstufe werden Schaltstörungen unterdrückt und ein dem Eingangssignal entsprechender kontinuierlicher Spannungsverlauf erzeugt. Eine andere Methode ist die Pulsfrequenzmodulation.
Die Bezeichnung als Klasse D ergibt sich aus der Fortführung der mit Buchstaben gekennzeichneten Verstärkerbetriebsarten. Begriffe wie Digitalendstufe, Digitalverstärker oder „volldigital“ erwecken oft den falschen Eindruck, dass die Verstärkung mittels Digitaltechnik erfolge oder ausschließlich ein digitales Eingangssignal verstärkt würde. Tatsächlich ist das generierte Signal aber ein kontinuierliches Signal. Die ungefilterten Signale entsprechen ebenfalls nicht etwaigen digitalen Eingangssignalen, sondern weisen eine unendliche Auflösung auf der Zeitachse auf.

## Class-D-Verstärkertypen

### Class-D-Verstärker mit Pulsdauermodulation, MOSFETs und analogem Eingang

Blockdiagramm einer Halbbrücken-PDM-Endstufe

Im Folgenden wird ein Verstärker mit Pulsdauermodulation (PDM) und analoger Ansteuerung beschrieben. Es gibt verschiedene andere analoge und digitale Verfahren bzw. Verfeinerungen, denen jedoch gemeinsam ist, dass ein Signal mit nur zwei Spannungszuständen entsteht, das im zeitlichen Mittel dem Eingangssignal entspricht. Beispiele sind die Pulsdichtemodulation (Pulsfrequenzmodulation), Delta-Sigma-Modulation oder Sliding-Mode-Regelung. Im Gegensatz zur Class-AB-Gegentaktendstufe, die ein Signal analog zum Originalsignal soweit verstärken kann, bis es die maximal vom Netzteil zur Verfügung stehende Spannung erreicht, arbeitet die PDM-Endstufe nach einem anderen Prinzip: Ein symmetrisch arbeitender Dreiecksgenerator schwingt mit einer typischen Frequenz von ca. 250 kHz (entsprechend einer Frequenzauflösung von 96 kHz Samplerate) bis zu einigen MHz, dessen Pegel von einem Komparator mit dem Pegel des zu verstärkenden Eingangssignals verglichen wird. Um ein mit 44,1 kHz gesampeltes 20-kHz-Audiosignal korrekt abzubilden, muss die Schaltfrequenz (oder Arbeitsfrequenz) des Class-D-Verstärkers mindestens 100 kHz betragen, da so wenigstens fünf Schaltzyklen die 20-kHz-Welle beschreiben können. Durch den Aufbau als Komparator verändert die Schaltung das analoge Tonsignal in eine Rechteckschwingung, wie in dem Blockdiagramm zu erkennen ist. Ist das Dreiecksignal größer als das Tonsignal, springt der Ausgang auf „high“, ist es kleiner, springt er auf „low“. Die maximale Impulsbreite ist dabei kleiner als die Zykluszeit der Arbeitsfrequenz und kann somit nie länger als ein Taktzyklus ein- oder ausgeschaltet (high oder low) sein. Das Tonsignal liegt nun im Tastgrad des PDM-Signals vor. Der Mittelwert ist dadurch etwa proportional zum Mittelwert des Tonsignals. Dieses PDM-Signal wird der Endstufe zugeführt, in welcher die eigentliche Verstärkung stattfindet, bestehend aus zwei Leistungstransistoren im Schaltbetrieb für je eine positive und eine negative Halbwelle.
Ein PDM-Class-D-Verstärker wird entweder als Halbbrücke mit zwei Transistoren aufgebaut oder mit vier Transistoren als Vollbrücke (H-Brücke). Ein Vollbrückenverstärker hat auf Grund der höheren Leit- und Schaltverluste einen bis zu 10 % niedrigeren Gesamtwirkungsgrad. Die Transistoren einer Halbbrücke schalten dabei grundsätzlich mit jedem Taktzyklus um (ein Transistor für den Schaltzustand high, der andere für low). Um Signal null (Stille) zu beschreiben, schalten die Transistoren zeitsymmetrisch ein und aus, das Verhältnis von Low- und High-Zuständen des Impulsbreitensignals beträgt dann 50 %. Um hingegen ein Audiosignal nahe der Aussteuerungsgrenze zu beschreiben, werden zur Darstellung des sich über mehrere Taktzyklen der Arbeitsfrequenz erstreckenden Scheitels einer positiven Halbwelle immer ein Transistor die maximale Zeit und der andere Transistor die minimal mögliche Zeit eingeschaltet. Um einen Kurzschluss durch gleichzeitiges Schalten beider Transistoren auszuschließen, wird zwischen den Schaltzyklen eine Zeitverzögerung (Totzeit oder deadtime) eingefügt. Durch diese Totzeit kommt es zu begrenzter Auflösung und eventuell zu einem erhöhten Klirrfaktor (THD) des Verstärkers. Aus diesem Grund wird die Totzeit so klein wie möglich gehalten, sie ist im Bereich einiger Nanosekunden.
Das impulsbreitengesteuerte Rechtecksignal, welches wegen seiner Schaltflanken sehr hohe Frequenzen enthält, wird mittels eines Tiefpassfilters von den höheren Frequenzanteilen außerhalb des Audiospektrums befreit und an die Lautsprecher gegeben. Durch den hochfrequenten Schaltbetrieb ergeben sich dennoch Störsignale im Bereich der PDM-Frequenz bzw. deren Oberschwingungen, welche bevorzugt durch die Lautsprecherleitungen abgestrahlt werden und erhöhte Entstörmaßnahmen zur Vermeidung von Funkstörungen und Einhaltung der EMV-Vorschriften erforderlich machen. 
Für kleine Leistungen kommen auch filterlose Klasse-D-Verstärker zur Anwendung, bei denen die teuren Spulen eingespart werden, wobei die Störungen mittels Frequenzspreizung über einen größeren Frequenzbereich gestreut werden, um die Grenzwerte einzuhalten. Sie sind als sogenannte Spread-Spectrum-Class-D-Verstärker erhältlich.

#### Auflösung
Das Dynamikauflösungsvermögen steht im Zusammenhang mit der Arbeitsfrequenz und der Totzeit. Das Auflösungsvermögen zwischen zwei nacheinander folgenden Schnittpunkten von Eingangssignal und Dreiecksspannung ist zwar unendlich fein, weil sich mit jeder geänderten Amplitude des Audiosignals auch der Abstand bzw. die Breite des Pulsdauersignals ändert, jedoch können diese Abstände bzw. Breiten niemals feiner bzw. kürzer als die Totzeit werden. Dies macht sich statistisch insbesondere bei sehr hohen (positiven oder negativen) Werten des abzutastenden Eingangssignals bemerkbar, also insbesondere bei den Pegelspitzen eines Audiosignals in Vollaussteuerung, welche sich jeweils in sehr kurzen zeitlichen Abständen mit den Pegelspitzen der Dreiecksspannung schneiden. Sobald ein Schnittpunkt in die Deadtime fällt, erfolgt die Schaltflanke erst nach Ende der Deadtime, womit der entsprechende Dynamikwert nicht dargestellt werden kann. Da die Schaltflanke im ungünstigsten Fall um die gesamte Deadtime hinausgezögert wird und zu diesem Zeitpunkt bereits ein ganz anderer Amplitudenwert am Eingang anliegen kann, kann die Auflösung im ungünstigsten Fall generell durch die Totzeit begrenzt sein.

### Class-D-Verstärker-ICs
Neben dem diskreten Schaltungsaufbau mit MOSFETs gibt es auch integrierte Class-D-Verstärker. Sie optimieren ihre Totzeit oft dynamisch und haben mit analogen Verstärkern vergleichbare Klirrfaktoren, Betriebsspannungsunterdrückungs-Verhältnisse (PSRR) und Störabstände.
Viele dieser Verstärker kleiner Leistung kommen ganz ohne Kühlkörper aus und können dennoch beispielsweise in einem SO-8-Gehäuse Leistungen oberhalb 10 Watt erzeugen.

### Digitale Class-D-Verstärker
Bei schaltenden Verstärkern ist es möglich, die meisten Funktionen digital auszuführen. Das Eingangssignal ist dann meist ein pulscodemoduliertes Signal, das von einem Signalprozessor oder einer spezialisierten digitalen Modulatorschaltung in ein Ansteuersignal für die Endstufe umgewandelt wird. Neben der schon beschriebenen Pulsdauermodulation wird hier die Delta-Sigma-Modulation benutzt. Wegen der durch die digitale Verarbeitung bedingten Quantisierungsfehler im Endstufensignal kommen Verfahren zur Rauschformung zum Einsatz. Erst bei der Ansteuerung der Endstufe wird die digitale Domäne verlassen – daher stellt ein digitaler Verstärker im Prinzip einen „Leistungs-Digital-Analog-Umsetzer“ dar.

## Vorteile

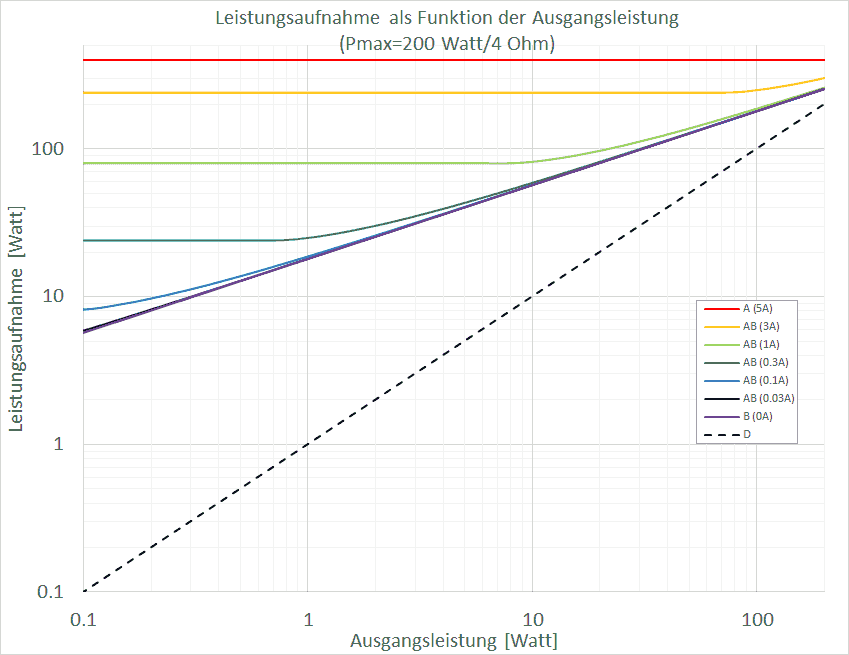
Leistungsaufnahme verschiedener (idealer) Gegentakt-Endverstärker

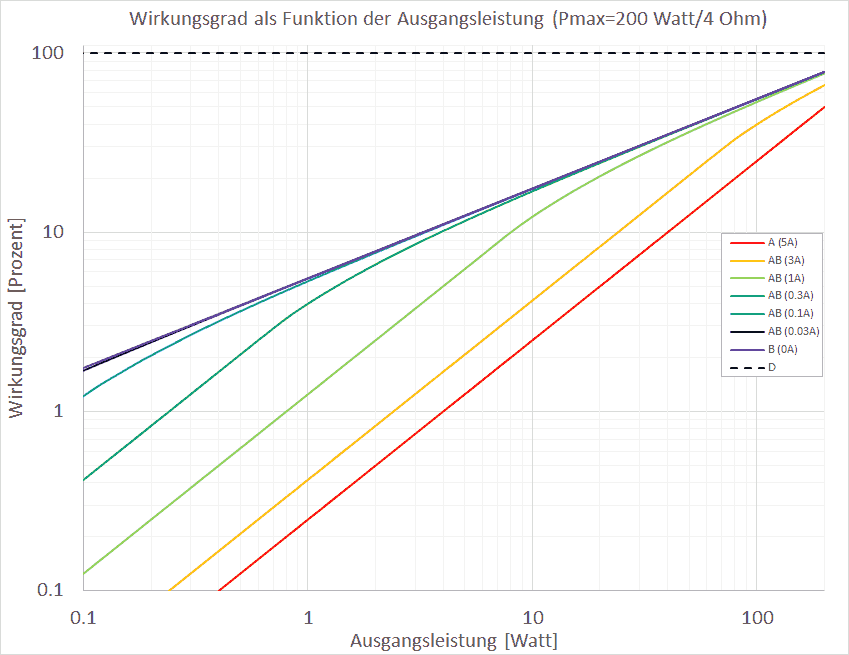
Wirkungsgrad verschiedener (idealer) Gegentakt-Endverstärker

Class-D-Verstärker zeichnen sich sowohl bei Netz- als auch bei Batteriebetrieb durch sparsameren Verbrauch und geringere Abwärme aus. Es ergibt sich ein kompakterer Aufbau, da kleinere oder sogar gar keine Kühlkörper  vorgesehen werden können. Der theoretisch ideale Class-D-Verstärker hat einen leistungsunabhängigen Wirkungsgrad von 100 %. Der Wirkungsgrad idealer (Gegentakt-)Analogverstärker hingegen liegt bei Vollaussteuerung zwischen 78,5 % (Class-B) und 50 % (Class-A), der aber im Teillastbereich (bei Class-B linear mit der Ausgangsspannung, bei Class-A quadratisch mit der Ausgangsspannung) weiter abfällt und entsprechend ein Vielfaches der Ausgangsleistung an Abwärme erzeugt. Reale Class-D-Verstärker weisen bei Vollaussteuerung Wirkungsgrade von 85 bis 94 % auf, wobei selbst im Niederlastbereich bei 1 % der maximalen Ausgangsleistung noch Wirkungsgrade von über 60 % möglich sind.

## Nachteile
Bei nicht gegengekoppelten Class-D-Verstärkern der Anfangszeit kam es bei nicht vollständig geglätteter Versorgungsspannung mitunter zu einem Brummen. Auch Frequenzgrenze, Störabstand und Klirrfaktor waren bei frühen Modellen unbefriedigend. Im Vergleich zu anderen Verstärkertypen wiesen Class-D-Verstärker ein erhöhtes Phasenrauschen bzw. einen eingeschränkten Rauschspannungsabstand sowie bei hohen Pegeln erhöhte nichtlineare Verzerrungen auf. Diese Einschränkungen sind indessen weitgehend überwunden.
Die leistungsseitig generierte Rechteckspannung im Megahertzbereich innerhalb des Verstärkers kann trotz Tiefpassfilterung unter Umständen über die Lautsprecherleitungen abgegeben werden und zu Störungen von anderen Geräten führen.

## Anwendungsbereich
Class-D-Verstärker finden Anwendung als Audioverstärker, hauptsächlich im Bereich von Beschallungsanlagen mit hoher Leistung bei hoher Energieeffizienz, als Modulationsverstärker bei amplitudenmodulierten Rundfunksendern sowie zur drahtlosen Energieversorgung medizinischer Implantate. Ein weites Anwendungsfeld findet sich darüber hinaus als HiFi-Verstärker und in Aktivboxen im Consumer- und Homerecording-Bereich, sowie überall dort, wo bei kleiner Leistung ein hoher Wirkungsgrad wichtig ist, z. B. in Endstufen für Kopfhörer in akkubetriebenen Geräten, Mobiltelefonen und MP3-Spielern. Aufgrund der Kombination von geringer Anforderung an die Bandbreite und des im Vergleich zu höheren Frequenzen erhöhten Leistungsbedarfs finden sie auch Anwendung in Verstärkern für Subwoofer. In Vollbrückenschaltung finden sich Class-D-Verstärker auch in der reinen Leistungselektronik in Schaltnetzteilen, Wechselrichtern und Frequenzumrichtern.

## Class-D-Hybrid-Verstärker
Eine Kombination der Energieeffizienz der Class-D-Verstärker mit der Linearität der Class-AB-Verstärker lässt sich durch eine Verbindung beider Systeme erreichen. Ein mögliches Schaltungsdesign sieht z. B. vor, dass der Laststromkreis des Class-AB-Verstärkers von dem gefilterten Ausgangssignal des Class-D-Verstärkers versorgt wird, wobei beide Verstärker vom Eingangssignal angesteuert werden. Dabei regelt der Class-AB-Verstärker wie gewöhnlich linear, produziert aber weniger Verlustleistung, weil ihm nicht mehr Spannung zugeführt wird, als er jeweils gerade benötigt.  Während so quasi sämtliche Nachteile des Class-D-Verstärkers vom Lautsprecher bzw. der Last entkoppelt werden, trägt der Class-AB-Verstärker selber nur noch mit einem relativ kleinen Anteil zur Verlustleistung des Hybridverstärkers bei. Der Class-D-Verstärker alleine hätte beispielsweise (mit einem Wirkungsgrad von 90 %) bei 100 W Ausgangsleistung eine Verlustleistung von 11 Watt, ein Class-AB-Verstärker alleine (mit einem ungünstigen Wirkungsgrad von 50 %) hingegen 100 W Verlustleistung. Der hier beschriebene Hybridverstärker kommt mit rund 80 % Wirkungsgrad auf eine Verlustleistung von rund 25 W.